# Radnice ve Chřibské
Bývalá radnice v Chřibské je výrazný novogotický objekt na náměstí v Chřibské v okrese Děčín v Ústeckém kraji. Stavba, která bývala do roku 1908 sídlem městského úřadu, je zapsaná jako kulturní památka v Ústředním seznamu nemovitých kulturních památek.

## Historie
Na místě, kde se nachází novogotická budova čp. 21, stála původně stará radnice ze 16. století. Byla to vyzděná patrová budova s vysokým štítem a s věžičkou, ve které byl umístěný hlásný zvon. V druhé polovině 19. století stará budova již nevyhovovala potřebám města, byla proto zbořena a na jejím místě byla v roce 1872 vystavěna nová radnice v novogotickém stylu.
Nová radnice sloužila svému účelu jen do roku 1908, kdy byly kanceláře městského úřadu přemístěny do budovy bývalé školy na protilehlé straně náměstí. Sál v prvním poschodí byl po roce 1926 využíván jako kino. V přízemí bývalé radnice je městské informační centrum, restaurace „Radnice“ a kavárna „U Tadeáše“, prostory v prvním poschodí město pronajímá.

## Popis

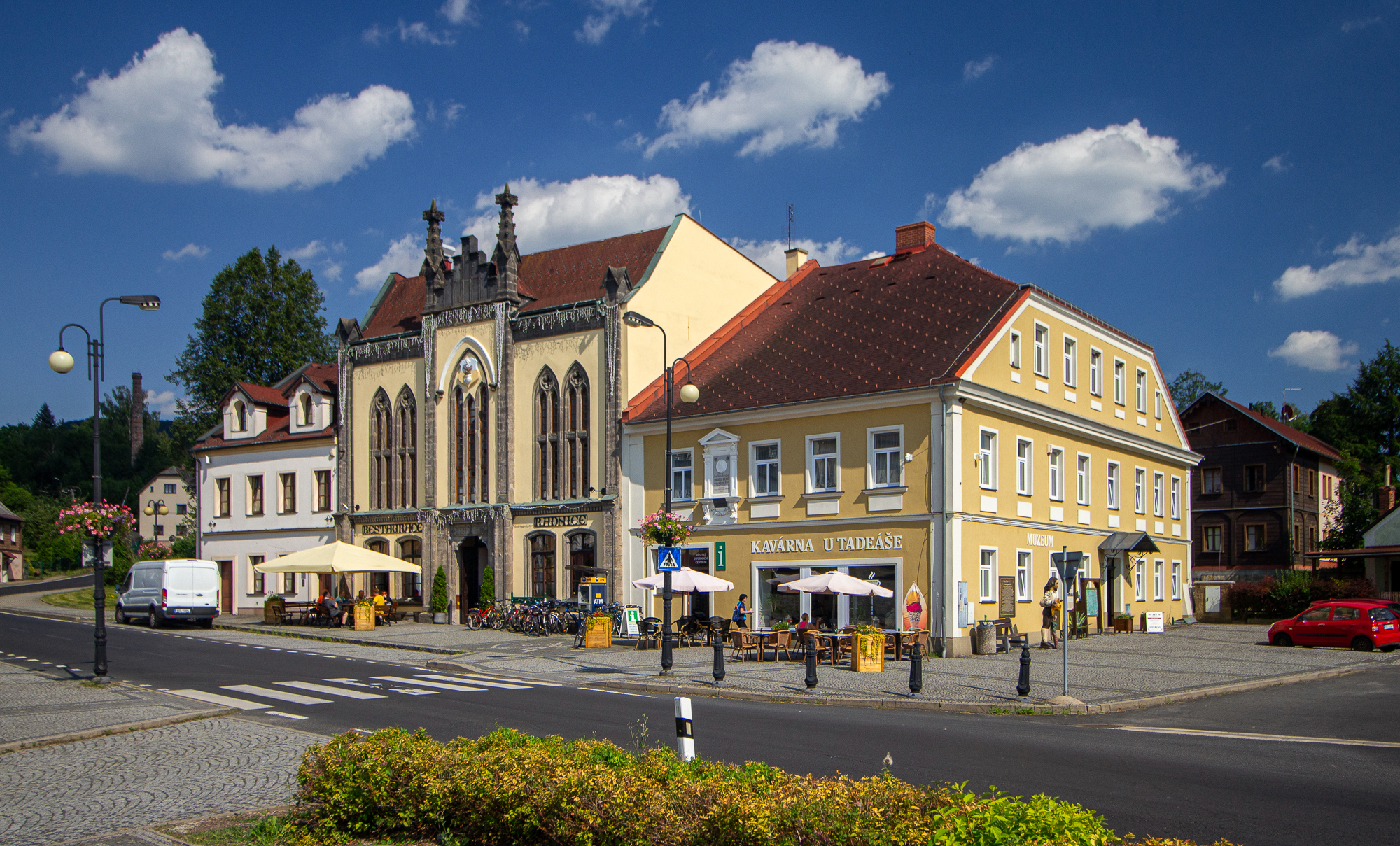
Budova bývalé radnice v rámci okolní historické zástavby. Rodný dům Tadeáše Haenkeho je v popředí se žlutou omítkou.

Budova bývalé radnice se nachází na pravém břehu Chřibské Kamenice na východní straně náměstí v Chřibské jako prostřední stavba z trojice domů čp. 20 – 22, jejichž průčelí je obráceno k severozápadu. Další z této trojice, dům čp. 22, je rodným domem Tadeáše Haenkeho, proslulého česko-německého cestovatele a přírodovědce z přelomu 18. a 19. století. V čp. 22 je umístěna stálá expozice Muzea Chřibská „Thadeus Haenke, přírodovědec a cestovatel (1761 – 1816)“.
Bývalá radnice je dvoupatrová zděná stavba se zvýrazněným středovým rizalitem, zakončeným v úrovni střechy dvěma novogotickými věžičkami, mezi nimž je štít s prostředním sloupem. Střecha domu je sedlová, krytá břidlicí, na nárožích budovy jsou další menší věžičky. Na průčelí je pět okenních os s výraznými gotizujícími okny, v bocích budovy při nároží jsou opěrné pilíře. Uprostřed rizalitu je trojdílné okno, nad nimž je na konzolkách lomený oblouk, pod kterým se nachází plasticky znázorněný městský znak s ženskou postavou v loďce.Místnosti v interiéru mají ploché stropy, v patře je velký sál s balkonem. Budova není podsklepená.